# Кауппинен, Яркко
Яркко Кауппинен (6 апреля 1982, Виеремя, Финляндия) — финский биатлонист. Лидер своей сборной. Занимается биатлоном с 1996 года, в сборной с 2005 года.
В сезоне 2016/2017 годов вышел на старт в последний раз на 8 этапе кубка мира по биатлону в Контиолахти, где и завершил профессиональную карьеру.

## Результаты

### Кубок мира
Яркко Кауппинен дебютировал на Кубке мира в сезоне 2005/2006в Эстерсунде, показав 75 результат. Первые кубковые очки получил в сезоне 2007/2008 (спринт, Антерсельва) не допустив промахов Кауппинен финишировал 21-м. 
- 2005/2006 — очков не набирал
- 2007/2008 — 73-е место (17 очков)
- 2008/2009 — очков не набирал
- 2009/2010 — очков не набирал
- 2010/2011 — 88-е место (26 очков)
- 2011/2012 — 82-е место (22 очка)
- 2012/2013 — 62-е место (66 очков)

### Чемпионаты мира
|                           | Спр | Прес | Инд | МС | Эстаф | Смеш |
| ------------------------- | --- | ---- | --- | -- | ----- | ---- |
| 2007 Разун-Антерсельва    | 57  | 53   | 67  | -  | -     | -    |
| 2008 Эстерсунд            | 81  | -    | 40  | -  | 14    | 10   |
| 2011 Ханты-Мансийск       | 58  | 44   | 70  | -  | 19    | -    |
| 2012 Рупольдинг           | 71  | -    | 42  | -  | LPD   | -    |
| 2013 Нове-Место-на-Мораве | 38  | 56   | 54  | -  | LPD   | 19   |